# Concord (Califórnia)
Concord é a cidade mais populosa do condado de Contra Costa, localizada no estado norte-americano da Califórnia. Foi incorporada em 9 de fevereiro de 1905.

## Geografia
De acordo com o United States Census Bureau, a cidade tem uma área de 79,1 km², onde todos os 79,1 km² estão cobertos por terra.

## Demografia
Segundo o censo nacional de 2010, a sua população é de 122 067 habitantes e sua densidade populacional é de 1 542,73 hab/km². É a cidade mais populosa do condado de Contra Costa. Possui 47 125 residências, que resulta em uma densidade de 595,58 residências/km².

## Personalidades
Famosos nascidos em Concord:
- Dave Brubeck, pianista de jazz
- Natalie Coughlin, nadadora
- Tom Hanks, ator

## Lista de marcos
A relação a seguir lista as entradas do Registro Nacional de Lugares Históricos em Concord.
- Don Francisco Galindo House
- Don Francisco Pacheco Adobe